# سنت مت
سنت مت (Sant Mat) یک جنبش معنوی در شبه قاره هند در طول قرن‌های ۱۳ تا ۱۷ میلادی و آموزه‌های قدیسان عارف هندو است. که از طریق حقیقت جویی تحقق می‌یابد.
از نظر الهیات، تعالیم درونی و محبت آمیز است و روح فردی (اتما) در تمیز و یگانگی حقیقت (Parmatma) است.
از نظر اجتماعی، برابری طلبی آن را از نظام کاست، و از هندوها و مسلمانان متمایز می‌کند.
سنت مت را نباید با رادا سومی قرن نوزدهم که به عنوان «جنبش سنت مت» معاصر نیز شناخته می‌شود، اشتباه گرفت.
تبار سانت‌ها را می‌توان به دو گروه اصلی تقسیم کرد: یک گروه شمالی از استان‌های پنجاب، راجستان و اوتار پرادش، که عمدتاً به زبان هندی بومی تکلم می‌کردند. و یک گروه جنوبی که زبانشان مراتی است که توسط Namdev و دیگر خوانندگان ماهاراشترا نمایندگی می‌شود.

## اشتقاق لغات
عبارت Sant Mat به معنای واقعی کلمه به معنای «آموزه‌های مقدسین» است.
اصطلاح سنت محوری است. برگرفته از سانسکریت sat (सत) و معنای اصلی آن «کسی که حقیقت را می‌داند» یا «کسی که واقعیت نهایی را تجربه کرده‌است» است.
واژه سانت معنای کلی «یک فرد خوب» را به خود گرفته‌است، و به درستی به شاعران قرون وسطی هند نسبت داده شده‌است.

## شاعران عارف
شاعران آموزه‌های خود را با شعرهای بومی و به زبان هندی و گویش‌های دیگر مانند مراتی، گجراتی و پنجابی بیان می‌کردند. آنها از «اسم الهی» به عنوان «قدرت نجات» یاد می‌کردند و مناسک دینی را بی‌ارزش می‌دانستند. آنها این ایده را ارائه کردند که دین واقعی، تسلیم شدن به خدایی است که «در دل است».
اولین نسل از سانت‌های شمال هند (که شامل کبیر و Ravidas می‌شد) در اواسط قرن پانزدهم در منطقه بنارس ساکن بودند. پیش از آنها دو شخصیت برجسته قرن سیزدهم و چهاردهم، نامدف و Ramananda بودند.
شاعران صوفی قرون وسطی مانند جلال الدین محمد رومی یا حافظ، و مقالات شمس تبریزی و نیز شاعران سندی، شباهت‌های زیادی با شاعران سنت مات دارند.
جنبش مذهبی قرن بیستم اکنکار نیز توسط دیوید سی لین به عنوان شاخه ای از سنت، سنت مات در نظر گرفته می‌شود. جیمز آر. لوئیس از این جنبش‌ها به عنوان «بیان یک ایمان قدیمی تر در زمینه جدید» یاد می‌کند.

## یادداشت
1. ↑  "Sant Mat". Encyclopedia of Hinduism. Encyclopedia of World Religions. J. Gordon Melton, Series Editor. New York: Facts On File. 2007. p. 383. ISBN 978-0-8160-5458-9. Archived from the original on 20 اكتبر 2022. Retrieved 19 اكتبر 2022. {{cite encyclopedia}}: Check date values in: |access-date= و |archivedate= (help)نگهداری یادکرد:ربات:وضعیت نامعلوم پیوند اصلی (link)
2. ↑  "Sant Mat movement". Encyclopedia of Hinduism. Encyclopedia of World Religions. J. Gordon Melton, Series Editor. New York: Facts On File. 2007. pp. 383–384. ISBN 978-0-8160-5458-9. Archived from the original on 20 اكتبر 2022. Retrieved 19 اكتبر 2022. {{cite encyclopedia}}: Check date values in: |access-date= و |archivedate= (help)نگهداری یادکرد:ربات:وضعیت نامعلوم پیوند اصلی (link)
3. ↑  Schomer, Karine, The Sant Tradition in Perspective, in Sant Mat: Studies in a Devotional Tradition of India in Schomer K. and McLeod W. H. (Eds.) شابک ‎۰−۹۶۱۲۲۰۸−۰−۵
4. ↑  Lipner, Julius J. Hindus: Their Religious Beliefs and Practices (1994). Routledge (United Kingdom), pp. 120-1. شابک ‎۰−۴۱۵−۰۵۱۸۱−۹
5. ↑  Hees, Peter, Indian Religions: A Historical Reader of Spiritual Expression and Experience, (2002) p.  359. NYU Press, شابک ‎۰−۸۱۴۷−۳۶۵۰−۵
6. ↑  Alsani, Ali. Sindhi Literary Culture, in Pollock, Sheldon I (Ed.) Literary Culture in History (2003), p.  637–8, University of California Press, شابک ‎۰−۵۲۰−۲۲۸۲۱−۹
7. ↑  Lane, David C. , "The Making of a Spiritual Movement", Del Mar Press; Rev. edition (December 1, 1993), شابک ‎۰−۹۶۱۱۱۲۴−۶−۸
8. ↑  Lewis, James R. The Oxford Handbook of New Religious Movements p.  23, Oxford University Press (2003), شابک ‎۰−۱۹−۵۱۴۹۸۶−۶